# 欢迎来到北方
《欢迎来到北方》是2008年一部由喜剧演员丹尼·伯恩自編自导自演的法国喜剧片。该片几乎打破了法国所有的票房记录，自2008年7月起的19周内，观影人次达到2048.9萬，打破了《虎口脱险》（1966年）保持近42年的票房纪录，达到了1.92亿美元。

## 剧情
飞利浦（Philippe Abrams）是法国南部罗讷河口省沙龙-德-普罗旺斯邮政局長。他妻子Julie忧郁的性格使他的生活很不幸。飞利浦尽一切可能在地中海沿岸找到一份工作使她开心，但他最中意的职位卻给了一位残疾人，他只好也假装残疾以获取职位，但最终被管理层发现。作为惩罚，他被流放到貝爾格,一个位于法国北部靠近敦克尔克的小镇，这将持续两年时间。法国北部，尤其是北部加来海峡大区，被认为是一个潮湿，阴冷的地方，那里的居民被认为简单粗暴，说一种奇怪而难以理解的方言(ch'tis)。他在那里的第一夜不得不住在他新同事安东尼（Antoine）那里。起初飞利浦不喜欢安东尼的粗鲁，他並且认为安东尼是同性恋者。（他看到安东尼穿着女性服装的照片，但事实上照片拍摄于一次狂欢派对上。）最终，两人将成为好朋友。
令飞利浦吃惊的是，Bergues是一个迷人的地方，当地人以及他的新同事们热情而又友好。很快，他适应了当地的生活，吃口味很重的奶酪，和几乎所有当地人交谈（通过送信时接受主人的邀请上楼喝酒），在沙滩上玩，在钟楼上敲钟，像当地人一样喝啤酒，诸如此类。他试着向他留在南部的妻子和孩子描述在北部的幸福生活，但是她妻子并不相信。这让飞利浦更改說詞，告诉他妻子想听的东西，比如北部的生活犹如地狱。
一切都很正常，直到知道他妻子决定去北方和他在一起，以减轻他的痛苦。飞利浦不得不向他的同事们认错，因为他把北法描述成为蛮夷之邦。起初他的同事们很生气，后来他们决定帮助他圓谎，做和他描述过的可怕行为以使Julie尽快离开。同时，他们让他和他妻子住在旧的矿区，并假装这就是小镇。Julie的周末過得非常糟糕，但她决定搬到Bergues支持她丈夫。
後來，她发现她受骗了，因为当地一个骑機動單车的人告诉她，小镇已经搬到个新的地方。飞利浦发现她在Bergues他真正住處後，決定告诉她真相：他在北部非常愉快，以及他和他同事之间的友谊。Julie一开始很失望，但当她意识到飞利浦的快乐以后，她還是决定搬到北方。
同时，Antoine和Annabelle已经谈恋爱超过一年，但是他们分手，因为Antoine舍不得离开他母亲。尽管他们分开了，Antoine仍然对已有新男友的Annabelle未曾忘懷。因为这事，他在工作时间喝酒，并且时常举止古怪。当飞利浦催促安东尼下定决心行动以后，安东尼最终告诉他母亲，他爱Annabelle，并且搬进一个新地方，和Annabelle住在一起。出人意料的是，他母亲很爽快地答应了，并表示等这一天已经等了很久。於是，Antoine在钟楼向Annabelle求婚，Annabelle也答应了。
三年后，飞利浦收到了去南方的人事变动，正当他要离开时，他情不自禁地落泪。这证实了Antoine的理论，每个访客都会在北方流泪两次，一次是在到达的时候，一次是在离开的时候。

## 改编
2008年5月20日，导演丹尼·伯恩与Will Smith正在商讨改编英语版故事附上水面。新电影名字为欢迎来到Sticks。此时，演员与剧情还不确定。

## 争议
勒庞声称他不喜欢这部电影，因为北部-加来海峡大区的当地人并不像电影中的两个主角。同时他补充道，这是正常的，因为他们都是阿拉伯人。

## 备注
1. ↑  主角丹尼·伯恩为阿尔及利亚-法国混血，卡德·梅拉德（英语：Kad Merad）是阿尔及利亚人。